# Braunschweiger Rathaus

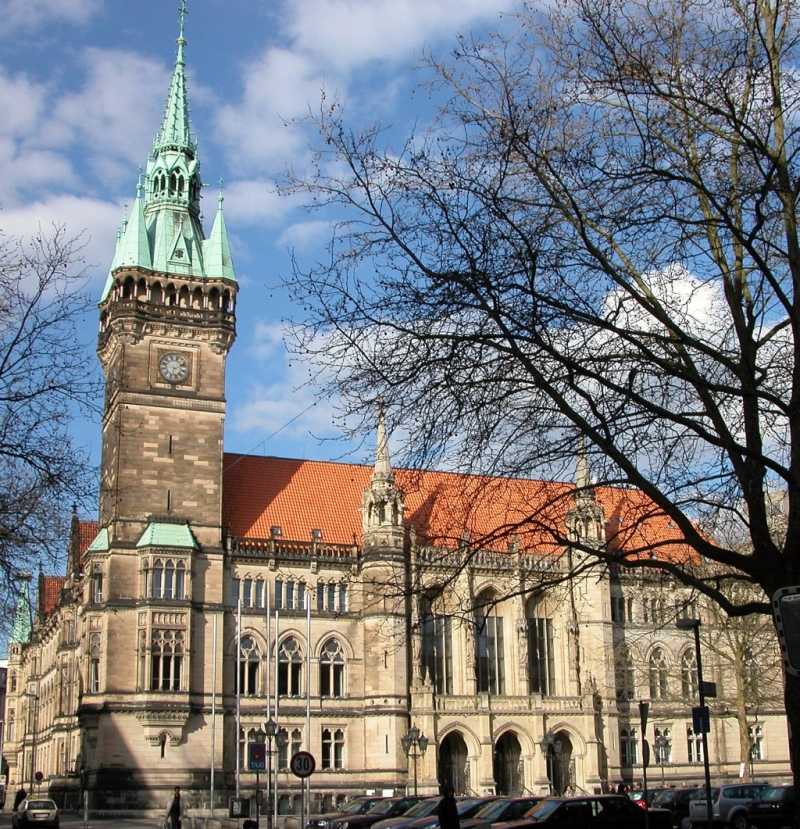
Das Rathaus von Süden (2006).

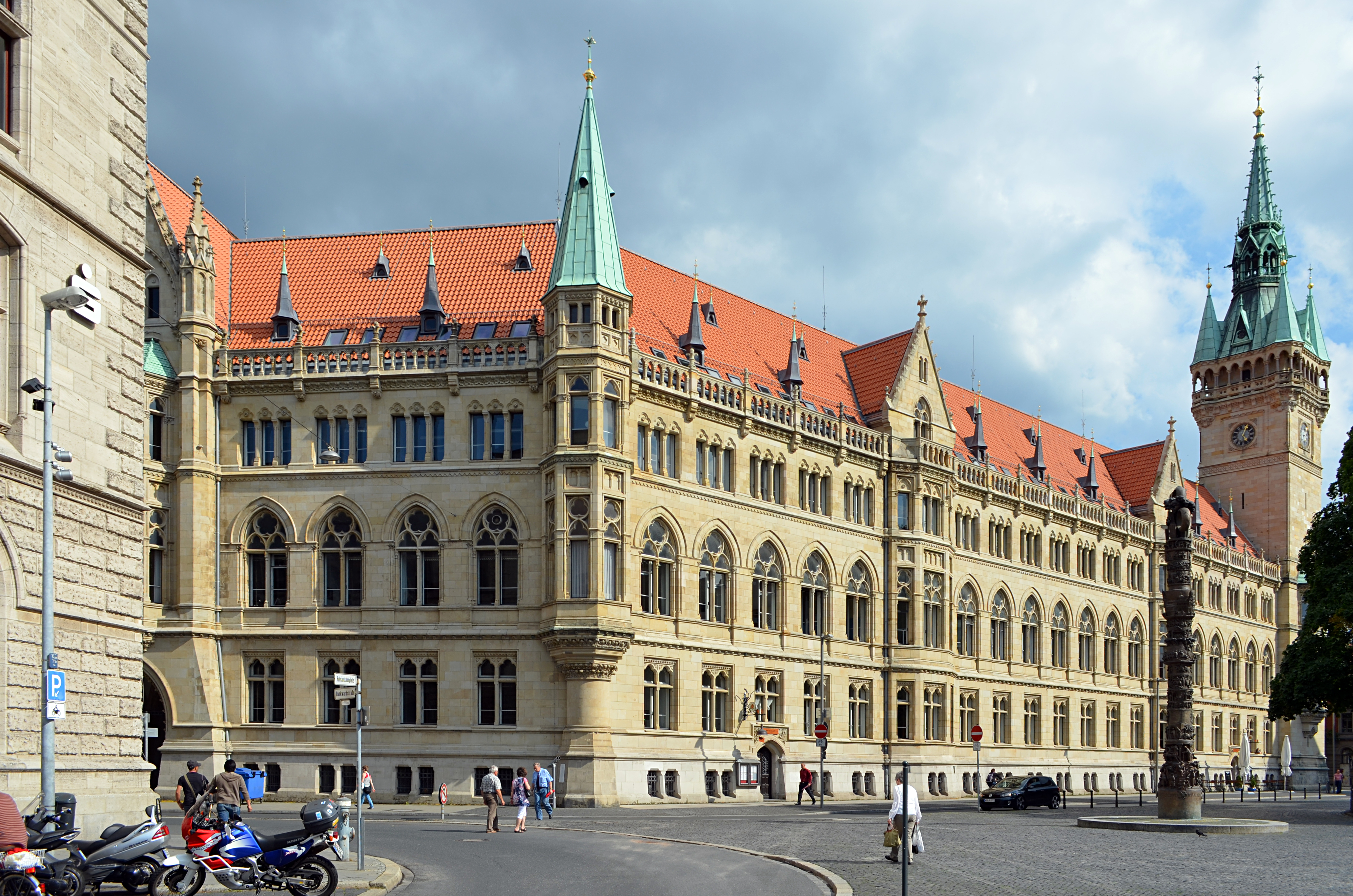
Westseite. Rechts steht 2000 Jahre Christentum von Jürgen Weber.

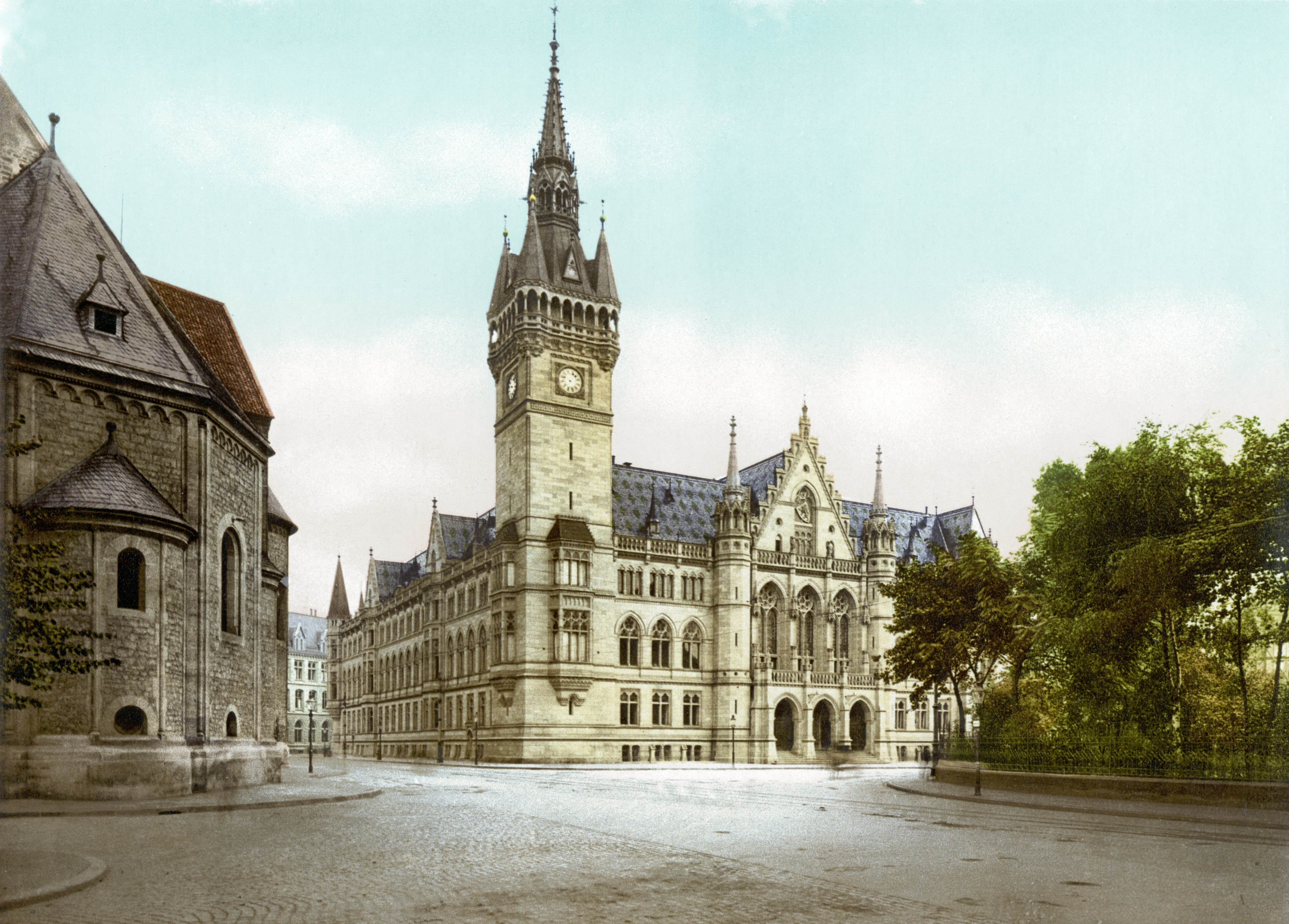
Das Rathaus um 1900 (links der Dom).

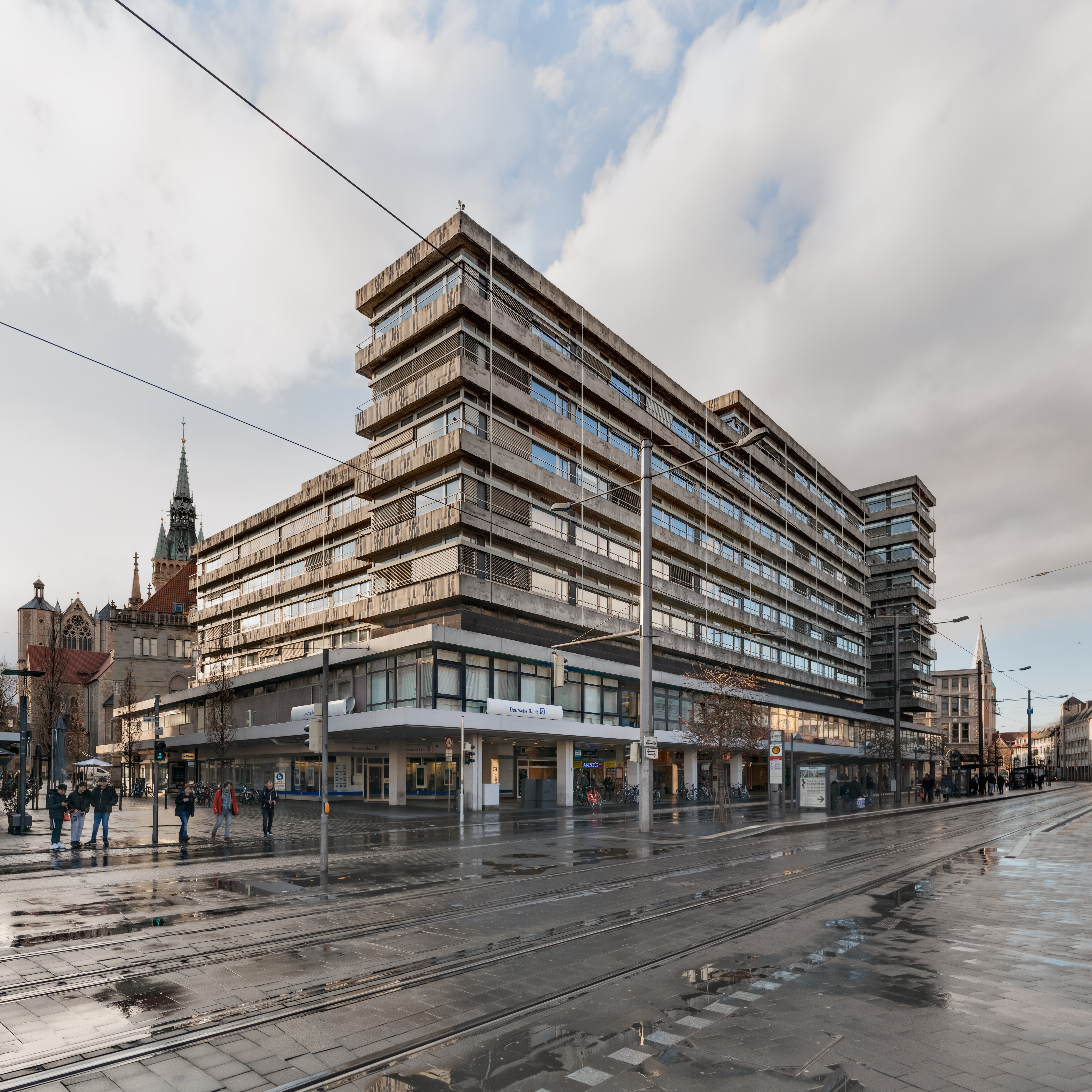
Der moderne Erweiterungsbau, Sicht vom Bohlweg.

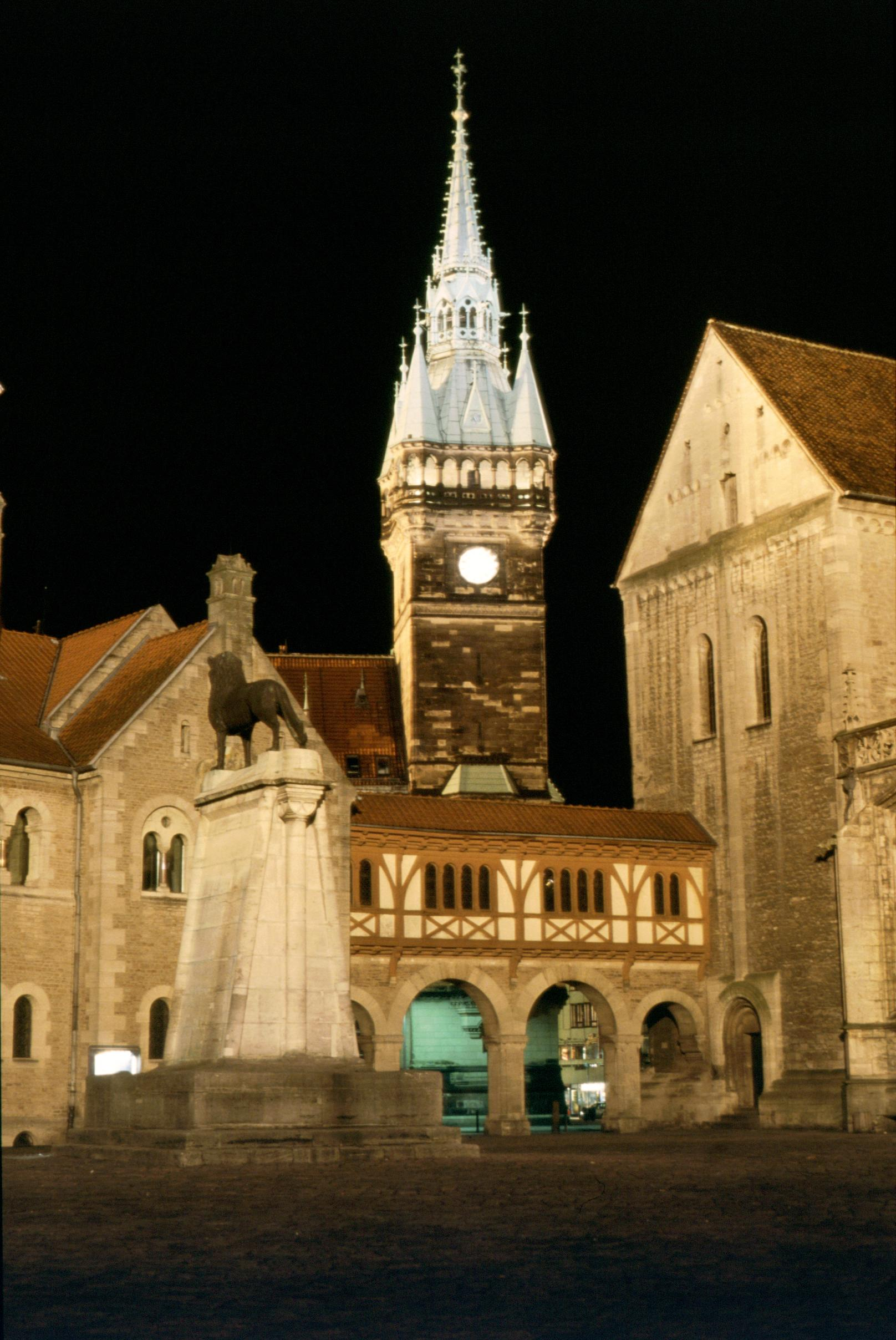
Burgplatz, Burg, Löwe, Dom und Rathausturm

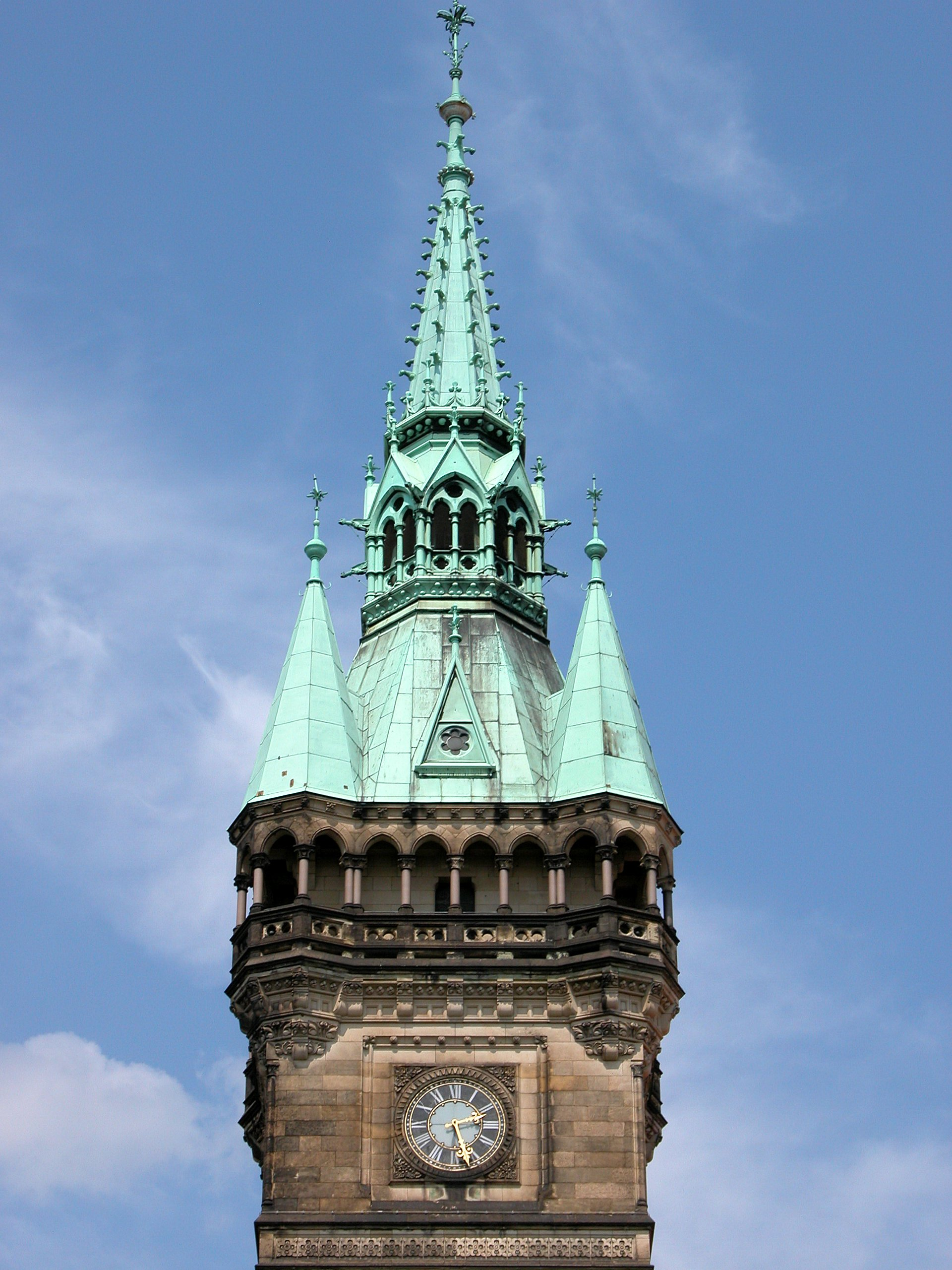
Detail des Rathausturmes

Das Rathaus der Stadt Braunschweig befindet sich am Platz der Deutschen Einheit. Der Altbau wurde zwischen 1894 und 1900 nach Plänen des Stadtbaurates Ludwig Winter im Stil der Neogotik errichtet.
Das dreistöckige Gebäude befindet sich im Braunschweiger Regierungsviertel direkt gegenüber dem Braunschweiger Dom am Langen Hof (heute Platz der Deutschen Einheit) und grenzt, inklusive seiner zwischen 1968 und 1971 errichteten An- und Erweiterungsbauten, ebenfalls an die Münzstraße, den Domplatz (damals Wilhelmsplatz), die Dankwardstraße und den Bohlweg.
Im Rathaus befinden sich heute unter anderem das Standesamt der Stadt Braunschweig und eine Erinnerungsstätte für verfolgte und ermordete Braunschweiger Sinti. Im Untergeschoss befand sich seit der Fertigstellung des Gebäudes lange Jahre das Restaurant „Ratskeller“.

## Geschichte

### Entstehungsgeschichte
Erste Entwürfe für ein neues „Stadthaus“ entstanden auf Initiative des damaligen Oberbürgermeisters bereits ab 1880. Ursprünglich sahen diese Pläne sogar den teilweisen Abriss der nur wenige Meter östlich des geplanten Neubaus seit dem Mittelalter liegenden Burg Dankwarderode vor, die zum damaligen Zeitpunkt bereits durch intensive Nutzung z. T. stark in Mitleidenschaft gezogen war. Die Abrisspläne wurden jedoch aufgrund eines umfangreichen Erhaltungs- und Neubaukonzeptes (ebenfalls von Ludwig Winter) aufgegeben.
Das Neue Rathaus war eines einer ganzen Reihe neuer repräsentativer Gebäude, die im Zuge eines geplanten Regierungsviertels an der Wende zum 20. Jahrhundert in der Stadtmitte Braunschweigs errichtet wurden.
Als Vorbilder für den Rathausbau dienten Gebäude aus Belgien und aus England sowie das Wiener Rathaus. Das historistische Gebäude wurde im hochgotischen Stil errichtet und am 27. Dezember 1900 eingeweiht. Die Kosten beliefen sich auf 2,5 Millionen Mark. Auf einen repräsentativen Festsaal wurde verzichtet, da man dafür – damals wie heute – auf den Saal des Altstadtrathauses zurückgriff.
Neben der nach Süden ausgerichteten Hauptfassade des Gebäudes wurden auch die Innenräume im gotischen Stil gestaltet und neugotisch ausgestattet. Die Möbel entwarf Ludwig Winter selbst. Die vier Figuren über dem Eingangsbereich sind allegorische Darstellungen der Wissenschaft, Kunst, Handwerk und des Handels. Über dem Eingang befinden sich Maßwerkfenster und daneben zwei schmale Seitentürme. Vor dem Zweiten Weltkrieg besaß der Eingangsbereich einen Treppengiebel. Dieser stürzte nach schwerer Beschädigung ein und wurde schließlich abgetragen.
Nach seiner feierlichen Übergabe mit Eröffnung des Sitzungssaales am 26. Dezember 1900 war das Neue Rathaus Sitz von Stadtverordnetenversammlung, Magistrat und Stadtverwaltung.

### Erweiterungsbauten
Im Zweiten Weltkrieg wurde das Gebäude – im Gegensatz zu seiner zu 90 Prozent zerstörten Innenstadtumgebung – vergleichsweise gering beschädigt und konnte folglich schon bald nach Kriegsende weiter benutzt werden. Mitte der 1950er wurde das Dachgeschoss zu Diensträumen ausgebaut. Am 13. Juni 1968 folgte der Baubeginn für einen modernen Erweiterungsbau des Rathauses am Bohlweg ohne historische Anpassungen an das alte Gebäude. Am 20. November 1969 fand das Richtfest statt und am 8. März 1971 wurde der Neubau schließlich offiziell eingeweiht. Im Erdgeschoss des Gebäudes befinden sich Banken und Einzelhandelsgeschäfte.
Im Februar 2009 gab die Stadtverwaltung bekannt, dass der Neubau ab 2010 im Rahmen einer fälligen Sanierung aufwändig umgestaltet werden sollte. Es war geplant, bis zu fünf Stockwerke abzureißen, die verbliebenen Teile sollten eine neue Fassade bekommen. Der Auftrag für den Umbau war schon erteilt, an das Braunschweiger Architekturbüro Giesler. Im Oktober 2009 gab Oberbürgermeister Hoffmann jedoch das Aus für den Umbau bekannt. Als Gründe wurden zu erwartende Steuerausfälle der Stadt genannt, vor allem aber eine Rechtsunsicherheit, die mit der Geschäftszeile im Erdgeschoss zusammenhing. Die Stadt musste zu hohe Entschädigungszahlungen für die Zeit des Umbaus fürchten. Der Sanierungsbedarf des Rathaus-Neubaus besteht allerdings fort.

## Architektur und Inneneinrichtung
Der ursprünglich über dem Haupteingang errichtete Giebel wurde im Zweiten Weltkrieg zerstört und nicht wieder aufgebaut.

### Rathausturm
An der Südwestecke des Rathauses befindet sich der 61 Meter hohe fünfspitzige Rathausturm. Da die Baukosten schon bald die Planung erheblich überschritten, wurde 1893/94 darüber beraten, nachträglich und entgegen der ursprünglichen Planung auf den Bau des Turmes zu verzichten. Da jedoch die Fundamente bereits angelegt waren, baute man ihn schließlich doch.
Durch seine Positionierung ist er weithin sichtbar: Es entstanden Sichtachsen vom Burgplatz zum Rathausturm, aber auch von der Münzstraße und vom Hagenmarkt (über die Casparistraße), in dessen Flucht er liegt. Auch vom Schlossplatz aus war er zu sehen.
Der Rathausturm kann im Rahmen von Führungen als Aussichtsturm bestiegen werden.

### Türgriffe
Auf der Portalseite des Rathauses befinden sich drei große, doppelflügelige Glastüren mit je zwei großen Türgriffen aus Metall, geschaffen von Siegfried Neuenhausen und Ulla Lauer (im Spiegel von Till Eulenspiegel signiert). Die Griffe zeigen Bauwerke, Szenen und Personen aus der Geschichte der Stadt Braunschweig.

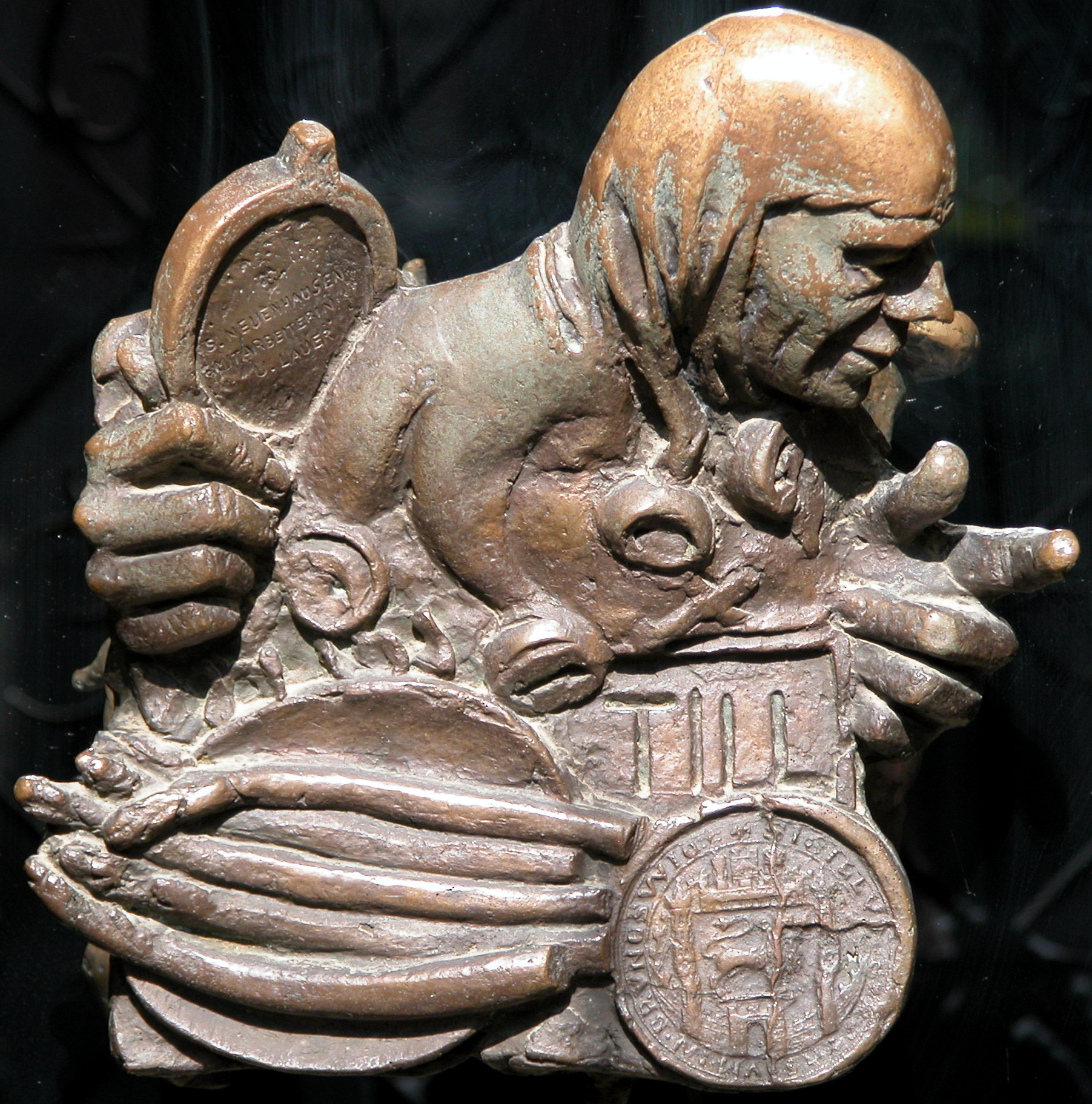
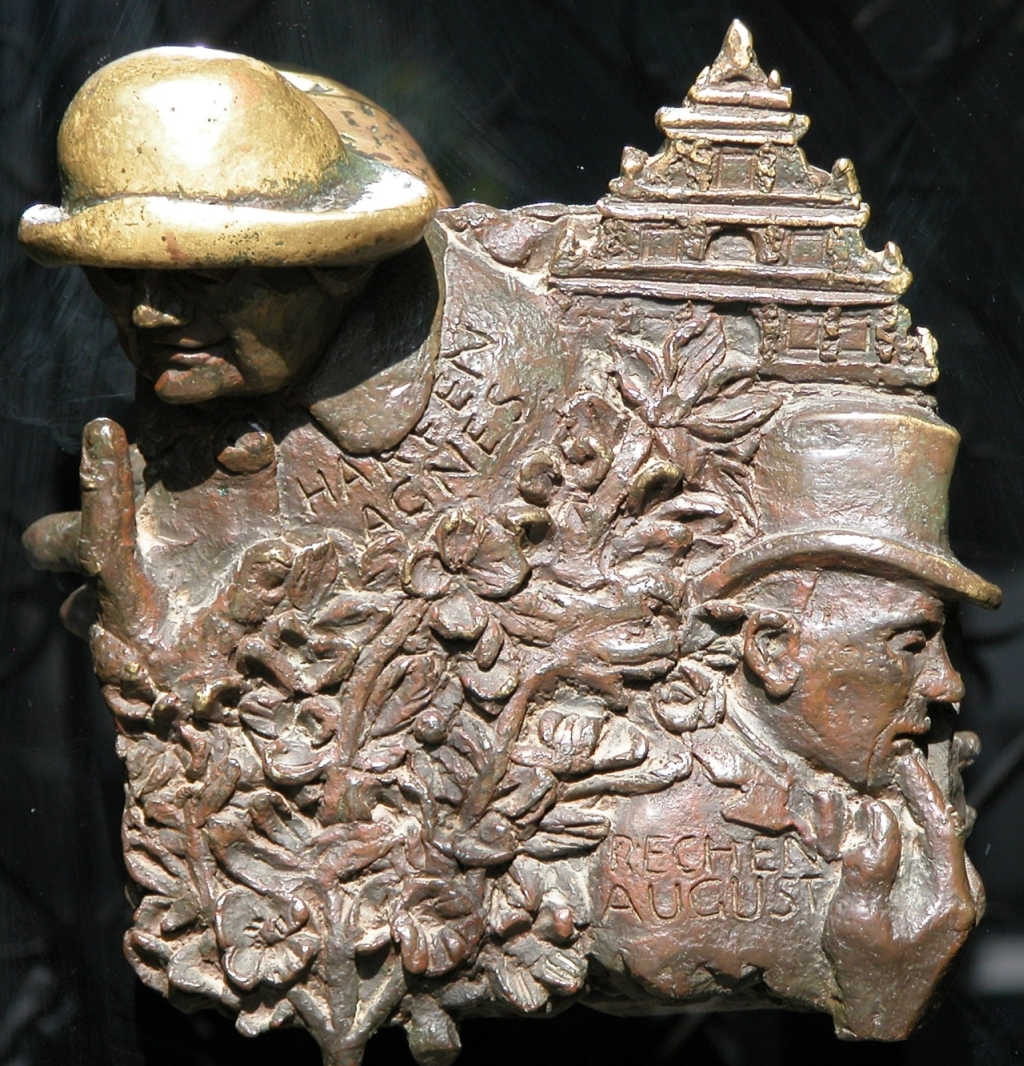
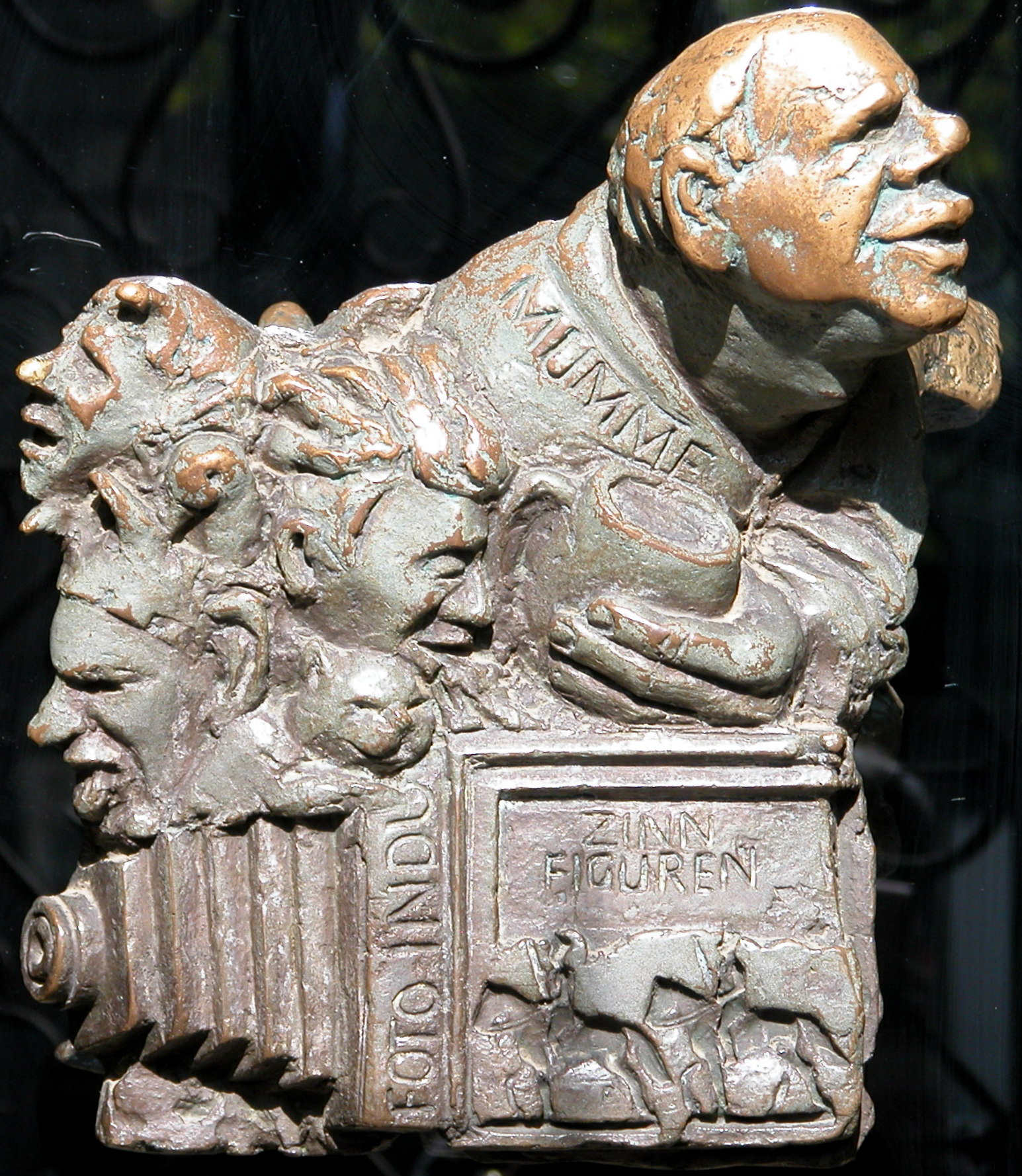
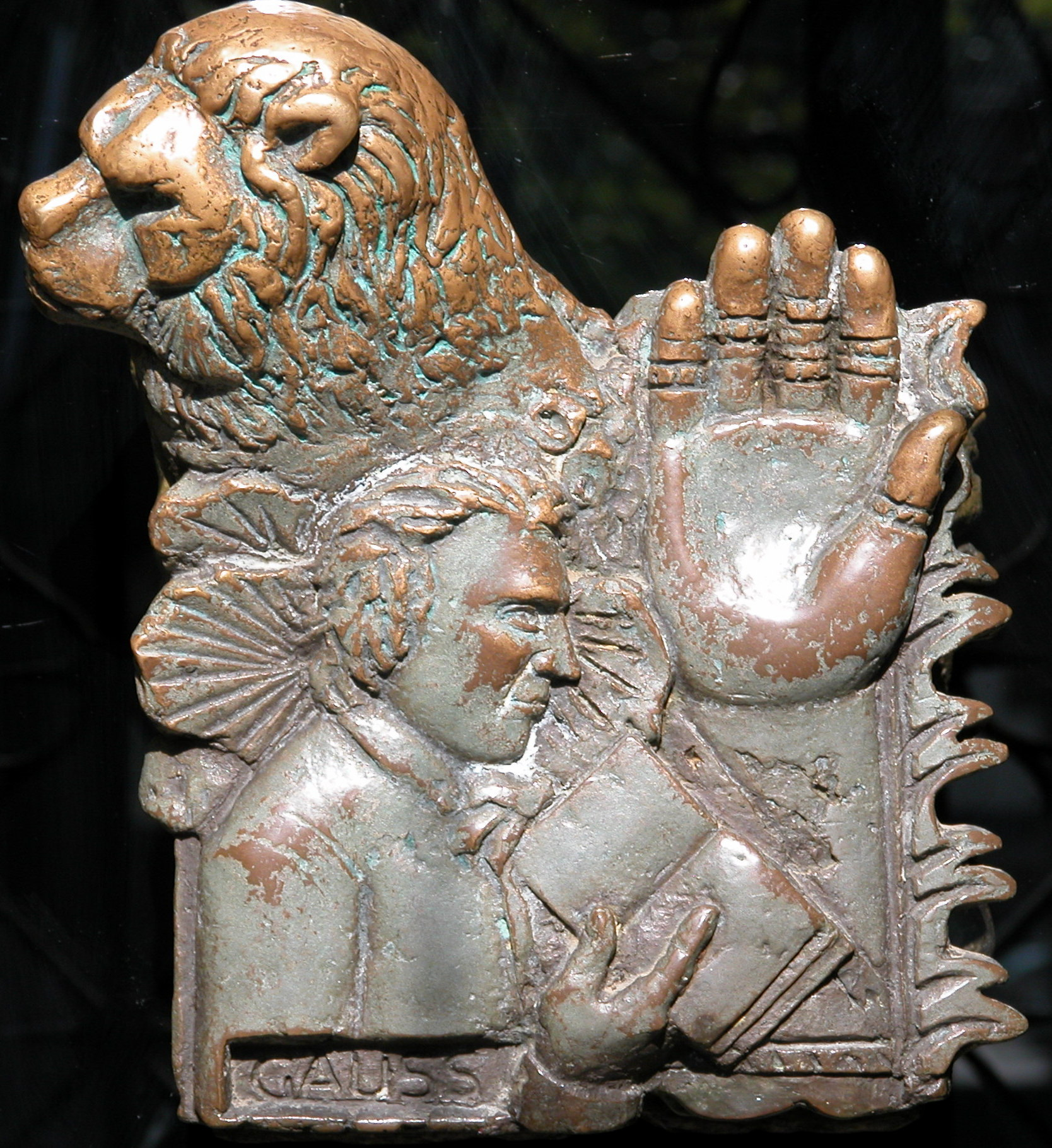
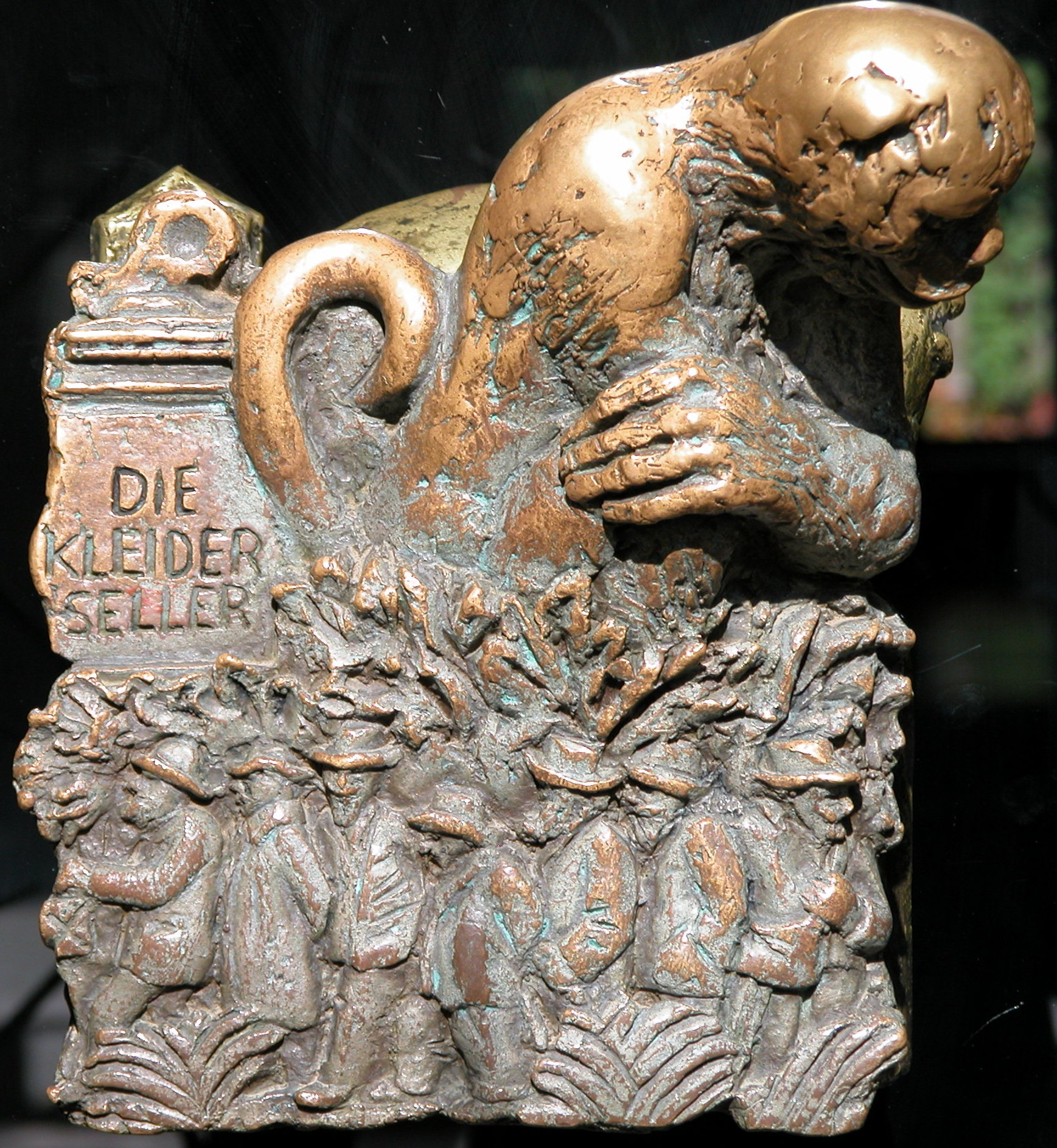
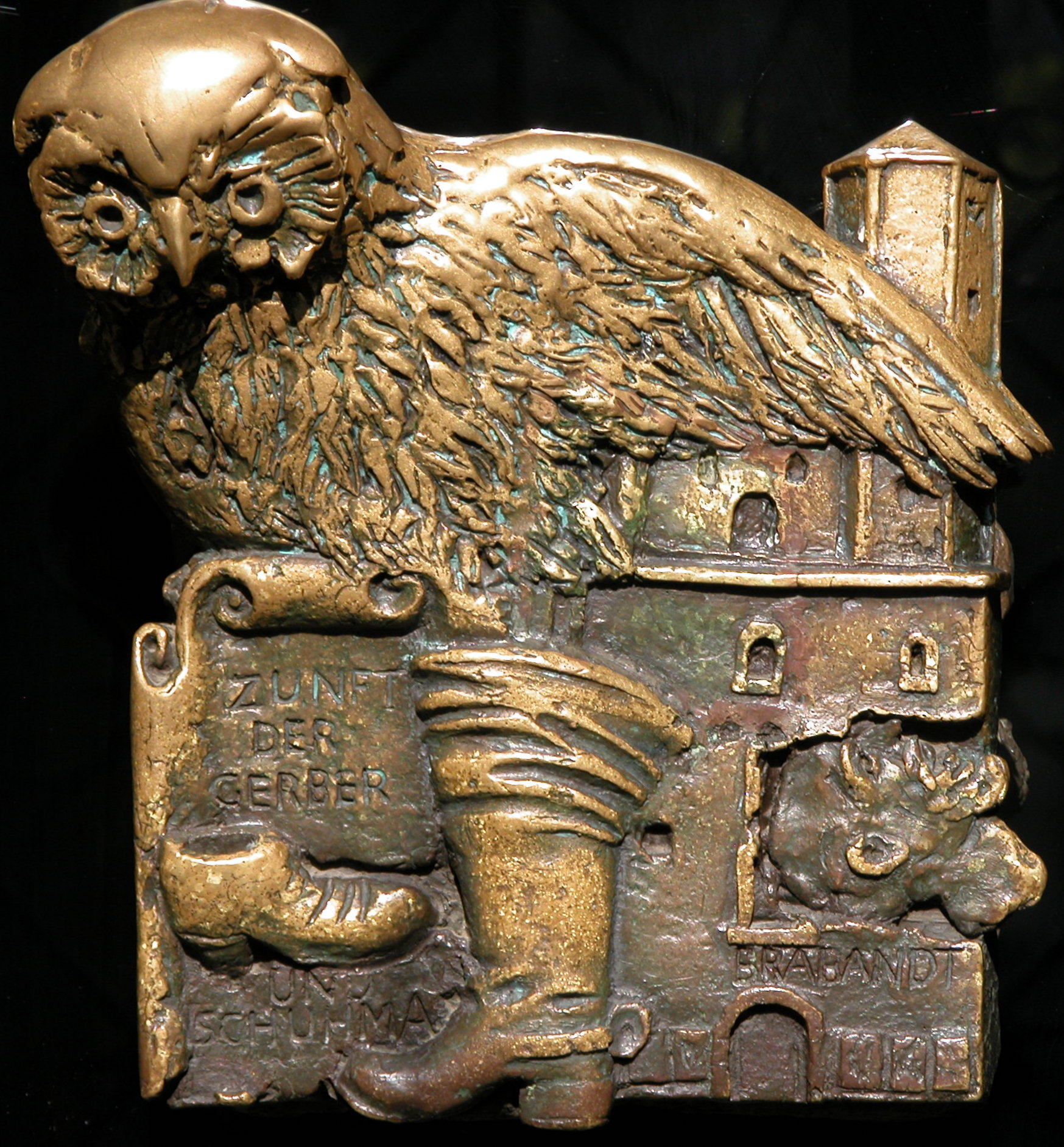

Von links nach rechts sind u. a. zu sehen:
- Türgriff 1: Till Eulenspiegel, der den Braunschweigern einige Streiche gespielt hat und aus dem Braunschweiger Land stammt, Spargel, eine regionale Spezialität sowie das Stadtsiegel von 1231
- Türgriff 2: zwei Braunschweiger Originale: Harfen-Agnes und Rechen-August sowie das Gewandhaus
- Türgriff 3: Braunschweiger Mumme, eine Bier, das im Spätmittelalter ein Exportschlager war und die „Braunschweiger Fotoindustrie“ (gemeint sind die Unternehmen Rollei und Voigtländer)
- Türgriff 4: der Braunschweiger Löwe, das Wahrzeichen der Stadt, der Wissenschaftler Carl Friedrich Gauß sowie ein Armreliquiar aus dem Welfenschatz
- Türgriff 5: eine Meerkatze als Anspielung auf einen Streich[5] Till Eulenspiegels sowie die Prozession der Kleiderseller
- Türgriff 6: eine Eule als weitere Anspielung auf einen Streich[5] Till Eulenspiegels, der Braunschweiger Dom sowie der (abgetrennte) Kopf Henning Brabandts